# Kanae Yamabe
Kanae Yamabe, född den 22 september 1990 i Sapporo, är en japansk judoutövare.
Hon tog OS-brons i de olympiska judo-turneringarna vid olympiska sommarspelen 2016 i Rio de Janeiro i damernas tungvikt..